# شاتو دي لا روك
شاتو دي لا روك هو شاتو يقع في بلدة ميرال، دوردونيي، أقطانية الجديدة. تم تشييد الشاتو في القرن الثاني عشر، وتم تعديله في القرنين الثالث عشر والسادس عشر.